# Annemarie Graupner-Baumgartner

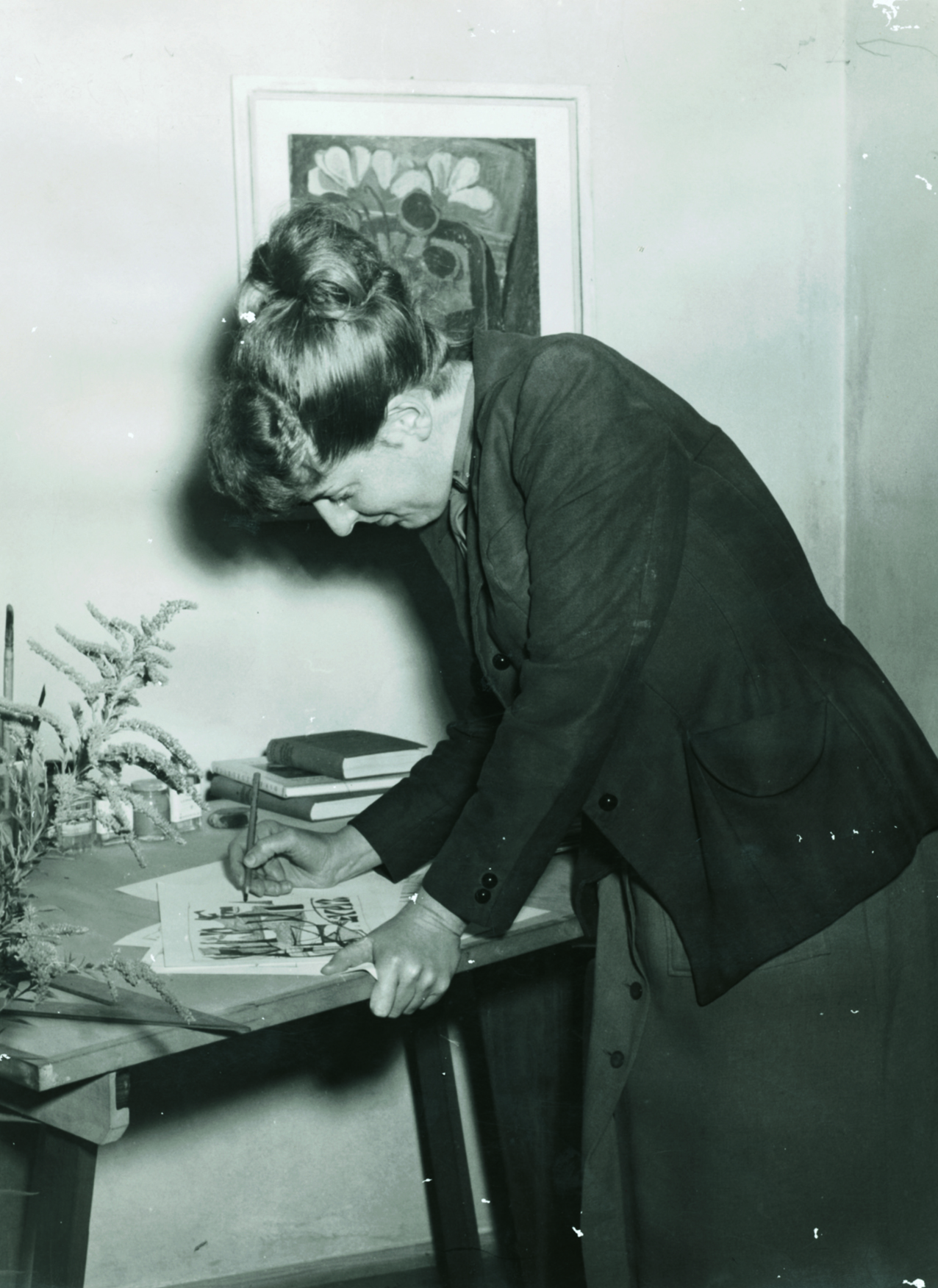
Annemarie Graupner-Baumgartner

Annemarie Graupner-Baumgartner  (* 15. Mai 1920 in Bern; † 16. Juli 2004 in München) war eine Schweizer Textilkünstlerin.

## Leben
Annemarie Baumgartner wurde am 15. Mai 1920 in Bern als Kind des Chemikers Ewald Baumgartner und seiner Ehefrau Anna Marie Baumgartner, geb. Stauffer aus Büren an der Aare geboren. Künstlerische Impulse erhielt sie durch ihren Großvater Christian Baumgartner (* 1855 in Jegenstorf; † 1942 in Bern), einen  Vertreter der Schweizer Landschaftsveduten-Tradition.
Nach einem Studium an der École des Beaux-Arts in Genf setzte sie 1940–1943 das Studium an der Akademie der Bildenden Künste in München bei Hermann Kaspar und Julius Hess fort. Um 1950 arbeitete sie an Entwürfen für Porzellanmalereien. Ab 1950 entstanden neben kleinformatigen Bildern erste textile Formate und Wandteppiche in Applikationstechnik. 1953 heiratete sie ihren ehemaligen Münchner Studienkollegen, den Maler und Zeichner Ernst Graupner (1917–1989). 1954 kam ihr Sohn Stefan zur Welt. Annemarie Graupner starb am 16. Juli 2004 in München.

## Werk
Die Schweizerin Annemarie Graupner-Baumgartner schlug den für die damalige Zeit ungewöhnlichen Berufsweg einer Künstlerin ein. Ihr Vater unterstützte sie zwar in ihren Plänen, ihre Entscheidung, 1940 aus der sicheren Schweiz in das von den Nationalsozialisten regierte Deutschland zu gehen und dort an der Akademie der Bildenden Künste München in München ihr Studium fortzusetzen, sah er allerdings mit großer Sorge. Vor Kriegsende kehrte sie deshalb wieder zurück nach Bern. Ernst Graupner besuchte sie sofort nach Kriegsende mehrmals in Bern, bevor sie sich entschied, ihm nach München zu folgen.
Hatte sie in Bern noch an Entwürfen für Porzellanmalereien gearbeitet, erforschte sie nach ihrem Umzug nach Deutschland in kleinen Stoffbildern die technischen und thematischen Möglichkeiten des Materials Stoff. Ihr künstlerischer Erfolg in Deutschland gestaltete sich zunächst äußerst schwierig. Ihre mittlerweile großformatigen Wandteppiche wurden im Gegensatz zu den ‚freien Künsten‘ der ‚angewandten Kunst‘ zugerechnet. Damit blieben Annemarie Graupner – zudem als Frau – viele Ausstellungsorte verschlossen. Erst nach mehreren Anläufen gelang es ihr, mit großen Wandteppichen an der jährlichen Großen Kunstausstellung im Haus der Kunst in München teilzunehmen. Sammler aus dem In- und Ausland wurden auf sie und diese damals ungewöhnliche Technik der Applikation aufmerksam. Sie entwickelte Auftragsarbeiten für den jeweiligen Ort in enger Absprache mit Interessenten, besprach ausführlich Formate und Themen und lud die Sammler in ihr Atelier ein, um die Zwischenstadien zu besprechen.

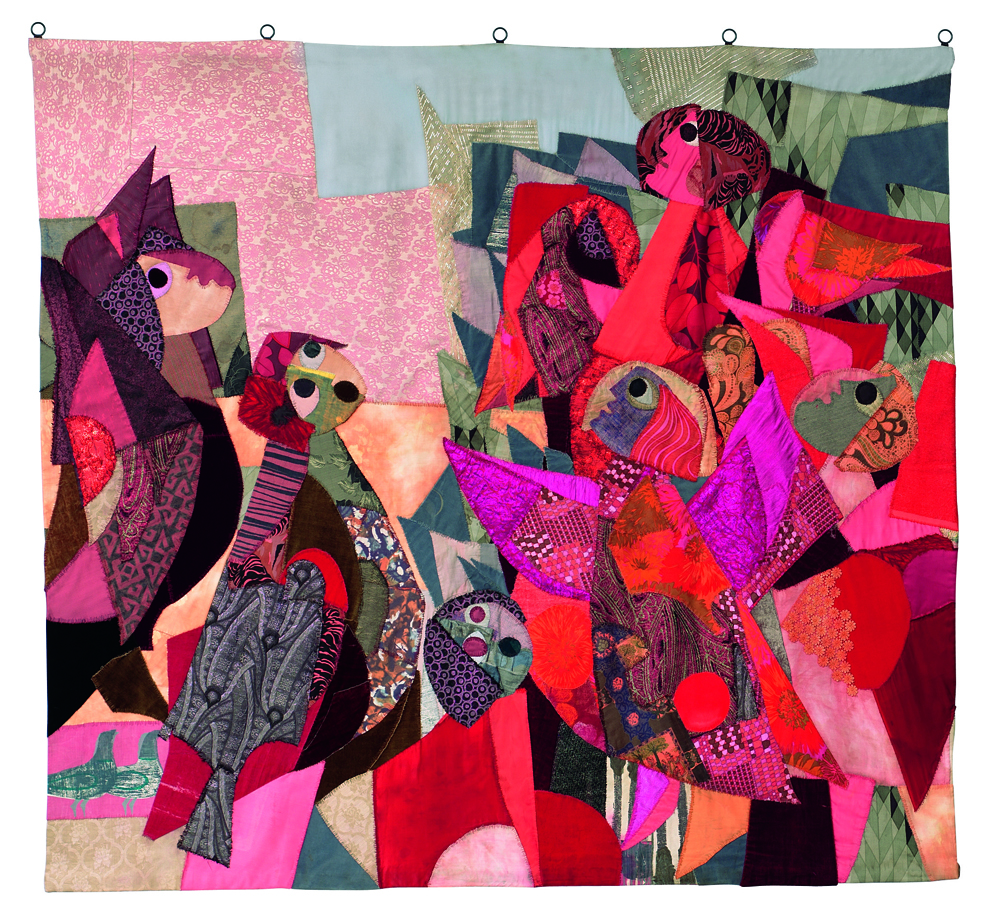
Sirenen, 1971, Stoffe auf Rupfen, 180 × 200 cm

Entsprachen die ersten Wand- oder Bildteppiche in ihrer Größe noch den Formaten gemalter Bilder, so faszinierten sie zunehmend Themen, die größere Flächen beanspruchten, um sich entfalten zu können. Auch das Experimentieren mit Stoffen, die sie zuvor selbst nochmals einfärbte oder anderweitig bearbeitete, ließen sie schließlich kompositorisch Formate wählen, die bis hin zu den Diptychen Wand füllend Räume bestimmten. Dass sich ihre Formensprache neben Anleihen am Kubismus so eigenständig entwickeln konnte, verdankte sich ihrer Neugierde für Arbeiten von überwiegend Kolleginnen, die ebenfalls mit Stoff arbeiteten, aber auch der Auseinandersetzung mit internationalen Strömungen der Kunst ihrer Zeit. Die internationalen Biennalen für Tapisserie in Lausanne (1962–1995) waren dabei ein wichtiger Impulsgeber für ihr Werk. Sie war Mitglied der Neuen Münchner Künstlergenossenschaft (NMKG) und der GEDOK (Verband der Gemeinschaften der Künstlerinnen und Kunstfördernden e. V.)

## Ausstellungen
- Zahlreiche Aufträge für private Sammlungen und die Kaufhof AG Köln
- Jährliche Teilnahme Große Kunstausstellung Haus der Kunst München
- Gemeinsam mit ihrem Ehemann Ernst Graupner Ausstellungen in Essen, Rosenheim, Winterthur und Schaffhausen. Ausstellungen u. a. in Bern und in der Galerie Handwerk München